# Le Vaudreuil Golf Challenge 2013
Le Vaudreuil Golf Challenge van 2013 was een van de zeven nieuwe golftoernooien van de Europese Challenge Tour van 2013.
Deze eerste editie werd gespeeld van 25-28 juli op de Golf PGA France du Vaudreuil in Le Vaudreuil, ongeveer 30 km ten Westen van Rouen. Het prijzengeld was € 180.000, waarvan de winnaar € 30.000 krijgt.

## Verslag
De par van de baan is 72.

### Ronde 1

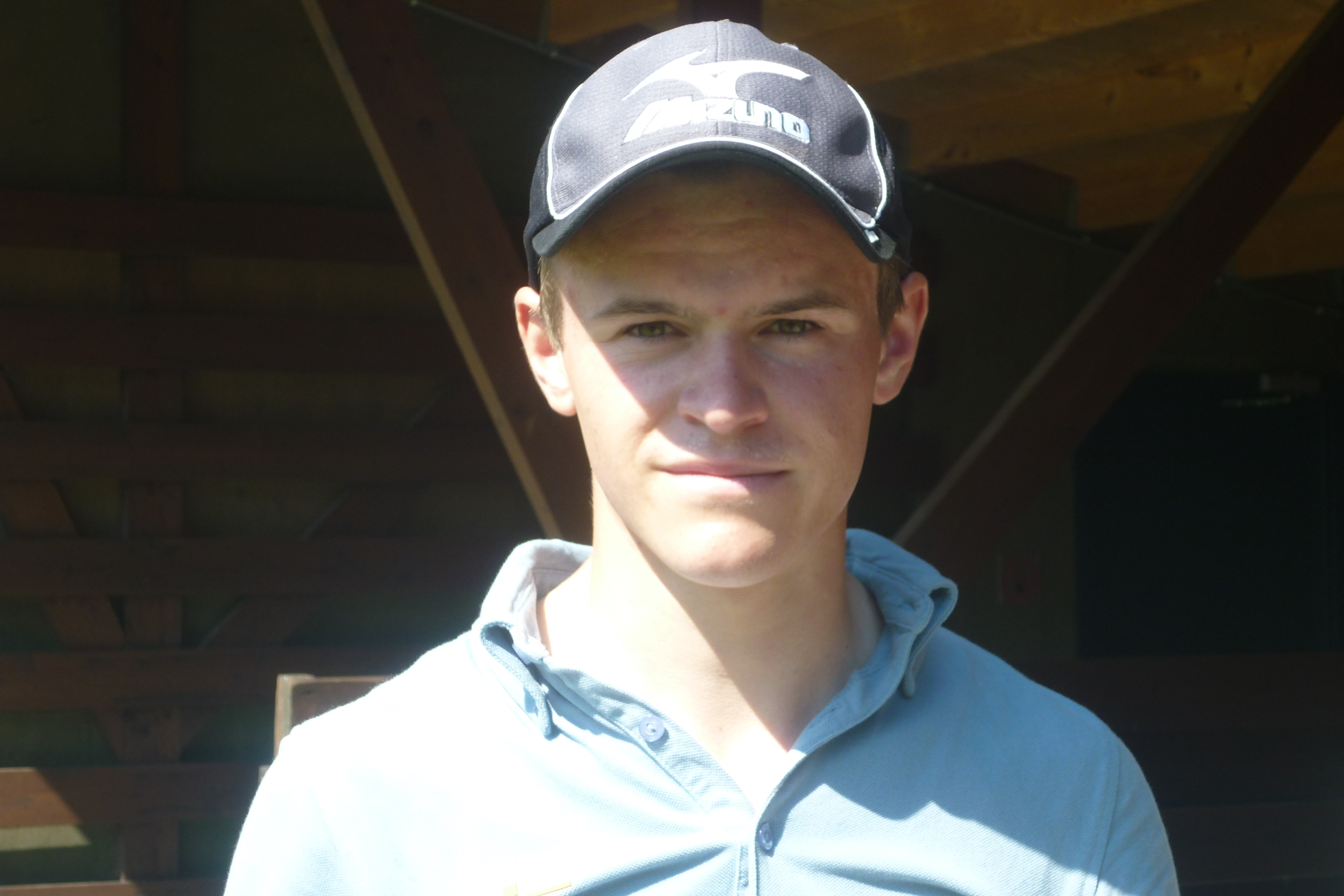
Daan Huizing: ronde van 61

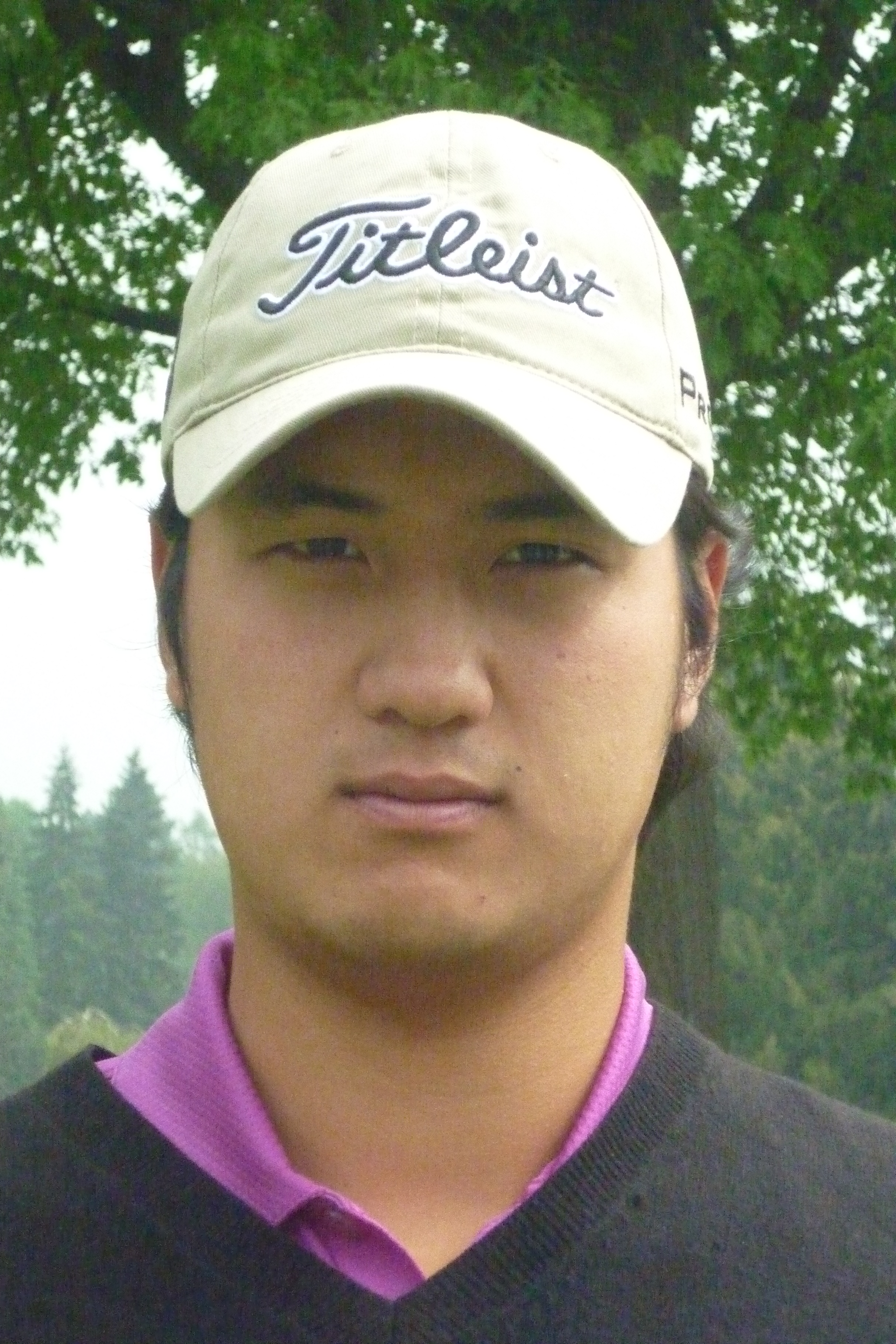
Shiwan Kim

Op Le Vaudreuil was het net zo warm als in Nederland, waar de eerste hittegolf van 2013 genoteerd werd. Goede scores kwamen binnen en 90 spelers bleven onder par. 

Vijftien spelers slaagden erin de ronde zonder een bogey te spelen. Een van hen was Daan Huizing, in de ochtendronde maakte hij 11 birdies en een score van 61. Alleen Adrien Mörk maakte ooit op de Challenge Tour een ronde van 59 tijdens de 2de ronde van de 2006 Tikida Hotels Agadir Moroccan Classic die hij vervolgens met -16 won.

### Ronde 2
Een onrustige dag voor de spelers. Onweersdreiging vertraagde de start van de tweede ronde met 90 minuten, om half 2 werd het spelen onderbroken en om half zeven werd het spelen gestaakt,  ronde 2 wordt zaterdag afgemaakt, waarna Sihwan Kim aan de leiding stond.
 Wil Besseling maakte een hole-in-one met een wedge op hole 5 en weer een ronde van -4.

De rest van de tweede ronde werd zaterdagochtend zonder verdere onderbrekingen gespeeld. Tien spelers trokken zich terug, w.o. Pierre Relecom.

### Ronde 3
Er waren 64 spelers met een score van 140 of beter. Door de tijdnood werd er  besloten de cut op 64 spelers te laten. Er stonden 17 spelers op van 141, die daardoor het weekend niet mee kunnen doen.

De eerste spelers van ronde 3 zijn om kwart voor drie gestart. Ze speelden in groepen van 3 en startten op hole 1 en 10. De 22-jarige Franse amateur Clément Sordet is de enige amateur die nog meedeed.

Ronde 3 werd om half zeven wegens onweer afgebroken. De spelers waren net binnen toen het onweer losbarstte: het scoreborad viel om, de tenten bezweken en de greens kwamen onder water te staan

### Ronde 4
Zondag werd de derde ronde afgemaakt. Er werd voor ronde 4 geen nieuwe startlijst gemaakt, waardoor de nummers 1 en 2 niet samen in de laatste partij speelden. 

Een mooie start werd gemaakt door Clément Sordet, die na negen holes al op -6 stond, mede dankzij een albatros op zijn derde hole (hole 15). De beste ronde was echter van Jamie McLeary, die 64 maakte en daardoor in de top-10 kwam.

Voor Hugues Joannes was dit het beste toernooi van de laatste twaalf maanden. Met een totaal van -13 eindigde hij op de gedeeld 20ste plaats. Daan Huizing had een goede laatste ronde. Na hole 15 stond hij op -17 terwijl Paolini en Otaegui op -18 stonden. Hij bleef echter op -17 terwijl Paoline op -19 eindigde en won. De laatste ronde van Wil Besseling viel tegen.
- Scores

| Naam                | Score R1 | Score R1 | Nr   | Score R2 | Score R2 | Totaal | Nr  | Score R3 | Score R3 | Totaal | Nr  | Score R4 | Score R4 | Totaal | Nr  |
| ------------------- | -------- | -------- | ---- | -------- | -------- | ------ | --- | -------- | -------- | ------ | --- | -------- | -------- | ------ | --- |
| Brinson Paolini     | 69       | -3       | T    | 66       | -6       | -9     | T   | 66       | -6       | -15    | T3  | 68       | -4       | -19    | 1   |
| Sihwan Kim          | 65       | -7       | T8   | 64       | -8       | -15    | 1   | 67       | -5       | -20    | 1   | 73       | +1       | -19    | T2  |
| Adrian Otaegui      | 68       | -4       | T22  | 65       | -7       | -11    | T6  | 67       | -5       | -16    | 2   | 70       | -2       | -18    | T2  |
| Daan Huizing        | 61       | -11      | 1    | 72       | par      | -11    | T6  | 70       | -2       | -13    | T8  | 68       | -4       | -17    | T4  |
| Phillip Archer      | 70       | -2       | T57  | 67       | -5       | -7     | T24 | 67       | -5       | -12    | T13 | 67       | -5       | -17    | T4  |
| Dylan Frittelli     | 64       | -8       | 3    | 66       | -6       | -14    | T2  | 73       | 73       | -13    | T8  | 68       | -4       | -17    | T4  |
| Duncan Stewart      | 66       | -6       | T11  | 66       | -6       | -12    | T4  | 71       | -1       | -13    | T8  | 68       | -4       | -17    | T4  |
| Jamie McLeary       | 68       | -4       | T    | 69       | -3       | -7     | T24 | 71       | -1       | -8     | T40 | 64       | -8       | -16    | T8  |
| Edouard Espana      | 64       | -8       | 3    | 66       | -6       | -14    | T2  | 71       | -1       | -15    | T3  | 72       | par      | -15    | T10 |
| Chan Kim            | 67       | -5       | 18   | 65       | -7       | -12    | T4  | 73       | +1       | -11    | T19 | 68       | -4       | -15    | T10 |
| Jason Barnes        | 63       | -9       | 2    | 71       | -1       | -10    | T9  | 69       | -3       | -13    | T8  | 70       | -2       | -15    | T10 |
| Clément Sordet (Am) | 70       | -2       | T57  | 69       | -3       | -5     | T43 | 71       | -1       | -6     | T52 | 65       | -7       | -13    | T18 |
| Hugues Joannes      | 67       | -5       | T13  | 70       | -2       | -7     | T24 | 69       | -3       | -10    | T25 | 69       | -3       | -13    | T18 |
| Wil Besseling       | 68       | -4       | T22  | 68       | -4       | -8     | T15 | 70       | -2       | -10    | T17 |          |          |        |     |
| Pierre Relecom      | 75       | +3       | T132 | RT       |          |        |     |          |          |        |     |          |          |        |     |

| Leider |  | Toernooirecord |  | MC = missed cut = cut gemist |  | DQ = disqualified | RT = retired = teruggetrokken |

## Spelers
| - Jamie Abbott - Carlos Aguilar - Byeong-hun An - Phillip Archer - Scott Arnold - Jason Barnes - Oliver Bekker - Adrien Bernadet - Wil Besseling - Lucas Bjerregaard - Wallace Booth - Knut Borsheim - Christophe Brazillier - Markus Brier - Daniel Brooks - Steven Brown - François Calmels - Guillaume Cambis - Johan Carlsson - Federico Colombo - Jens Dantorp - Rhys Davies - Robert Dinwiddie - Agustin Domingo - Edouard Dubois - Paul Dwyer - Pelle Edberg - Jens Fahrbring - Scott Fallon - Kenneth Ferrie - Charlie Ford - Matt Ford - Alastair Forsyth - Thomas Fournier - Dylan Frittelli - Jordi García Pinto - Sebastian García Rodroguez - Adam Gee | - Domenico Geminiani - Jordan Gibb - Luke Goddard - David Griffith - Julien Guerrier - Matt Haines - Chris Hanson - Tyrrell Hatton - Thomas Haylock - James Heath - Benjamin Hebert - James Hepworth - Garry Houston - Jamie Howarth - Daan Huizing - Sam Hutsby - Daniel Im - Andrew Johnston - Michael Jonzon - Ross Kellett - Dodge Kemmer - Lloyd Kennedy - Chan Kim - Sihwan Kim - José-Filipe Lima - Callum Macaulay - Paul Maddy - Stuart Manley - Andrew McArthur - Francis McGuirk - Jamie McLeary - Nicolas Meitinger - Jamie Moul - George Murray - Tom Murray - Åke Nilsson - Thomas Nørret - Adrian Otaegui | - David Palm - Andrea Perrino - Niccolo Quintarelli - Nicolo Ravano - Pierre Relecom - Bernd Ritthammer - Victor Riu - Martin Rominger - Andrea Rota - Raymond Russell - James Ruth - Lloyd Saltman - Gary Stal - Roland Steiner - Duncan Stewart - Steven Tiley - Jason Timmis - Daniel Vancsik - Alvaro Velasco - Sam Walker - James Watts - Sean Whiffin - Oliver Whiteley - Oliver Wilson - Matthew Zions Challenge Tour invitatie - Pedro Figueiredo Toernooi invitaties - Laurie Canter - Lee Corfield - Antonio Hortal - Hugues Joannes - Joakim Mikkelsen - Sandro Piaget - Manuel Quiros - Damian Ulrich | Franse PGA - Frederic Abade - Romain Bechu - Jason Belot - Clement Berardo - Matthieu Bey - François Delamontagne - Edouard Espana - Julien Foret - Julien Gressier - Julien Grillon - Sebastien Gros - Nicolas Joakimidez - Kenny Le Sager - Thomas Linard - Johann Lopez Lazaro - Raphael Marguery - Fabien Marty - Adrien Mörk - Benjamin Nicolay - Dominique Nouailhac - Pierrick Peracino - Nicolas Peyrichou - Xavier Poncelet - Jean François Remesy - Olivier Rozner - Adrien Saddier - Romain Schneider - Antoine Schwartz - Nicolas Tacher - Charles-Edouard Russo - Jean-Pierre Verselin - Lionel Weber Amateurs - Thomas Elissalde - Clément Sordet - Paul Barjon (WAGR 121) - Térémoana Beaucousin (WAGR 554) |